# Etlingera sulfurea
Etlingera sulfurea är en enhjärtbladig växtart som först beskrevs av Richard Neville Parker, och fick sitt nu gällande namn av Rosemary Margaret Smith. Etlingera sulfurea ingår i släktet Etlingera och familjen Zingiberaceae.
Artens utbredningsområde är Burma. Inga underarter finns listade i Catalogue of Life.